# Эхопраксия (роман)
«Эхопраксия» (англ. Echopraxia) — научно-фантастический роман канадского писателя-фантаста Питера Уоттса, впервые опубликованный издательством Tor Books в 2014 году. Действие «Эхопраксии» происходит в том же мире, что и действие более раннего романа Уоттса «Ложная слепота», и сюжеты двух произведений связаны. Если «Ложная слепота» описывает первый контакт на окраине Солнечной системы, то «Эхопраксия» посвящена происходящему на Земле и другой экспедиции, направляющейся к Солнцу.

## Сюжет
Пролог книги описывает бунт вампиров — генетически модифицированных сверхлюдей-хищников, чей интеллект намного превосходит человеческий. Чтобы управлять этими существами, ученые используют страх вампиров перед крестами — вид любого пересечения линий под прямым углом вызывает у вампиров мучения. Тем не менее, вампирша Валери, изучая людей, не только избавляет себя от этой слабости, но и показывает способность перепрограммировать человеческий мозг, внушив точно такой же страх перед крестами жертве-человеку.
Главный герой основной части книги, биолог Дэниэл Брюкс, скрывается в пустынях Орегона; он «исходник» — обычный человек без каких-либо модификаций; мысли и поступки окружающих постлюдей часто остаются для него непонятными. В прошлом Брюкс был причастен к террористической атаке — вспышке энцефалита, в результате которой погибли тысячи людей. Когда в окрестностях появляется Валери с отрядом «зомби» — солдат, лишенных личности и сознания, — Брюкс решает, что они пришли за ним, и ищет убежища в монастыре Двухпалатников. Двухпалатники — монахи-учёные, модифицировавшие собственные мозги таким образом, чтобы создать коллективный сверхразум, но утратившие способность общаться с обычными людьми. Двухпалатники, в действительности, готовят космическую экспедицию, и Брюкс, как и ряд других персонажей, и даже Валери с несколькими зомби, оказывается на борту космического корабля «Терновый венец».
Целью полета «Тернового венца» является «Икар» — колоссальная космическая электростанция на орбите вокруг Солнца, не имеющая экипажа. «Икар» на протяжении предыдущих лет поддерживал связь с кораблем «Тезей», отправленным на окраину Солнечной системы для первого контакта. Через этот канал связи на «Икар» попала чрезвычайно разумная инопланетная сущность, которую герои называют Порцией; Двухпалатники видят в ней Бога. Порция на борту «Икара» выглядит как большое пятно плесени, однако она в состоянии вступить с героями в контакт и передавать им информацию. Порция неожиданно приходит в движение и захватывает часть экипажа «Тернового венца». В конечном счете на борту корабля остаются только трое героев: Брюкс, полковник Мур и пилот-киборг Ракши Сенгупта. «Икар» вместе с Порцией начинает разгон в сторону Солнца, падая и уничтожая Порцию.
Герои берут обратный курс на Землю, однако их пугает мысль о том, что часть Порции перебралась на «Терновый венец» и использует корабль для вторжения на планету. Они также обнаруживают, что выжила Валери — скафандр цепляется за корпус корабля снаружи. Ракши и Брюкс приходят к мысли о том, что Валери, в совершенстве овладевшая искусством перепрограммировать чужие мозги и заставлять людей делать то, что ей нужно, была истинным кукловодом в экспедиции к «Икару». Они решают уничтожить и «Венец», и Валери — корабль со скафандром сгорает в атмосфере, а герои в челноке приводняются в Тихом океане. Брюкс, Мур и Ракши выбираются на плавучий остров и с удивлением обнаруживают, что все люди на нем вовлечены в некий «танец», повторяя движения друг друга. Ракши, поняв, что Брюкс виновен в давнем теракте со вспышкой энцефалита, пытается использовать на нем искусство Валери, но полковник Мур убивает ее. Мура нейтрализует сама Валери, живая и здоровая — она скрывалась в челноке, тогда как привязанный к корпусу скафандр был уловкой.
Валери на двухместном судне вывозит Брюкса на побережье Северной Америки, в Орегон, где и началось повествование. В мире происходят апокалиптические изменения, но Брюкс и Валери налаживают контакт друг с другом. Брюкс действительно привез Порцию на Землю, не зная об этом, и теперь инопланетное существо присутствует внутри его тела, перестраивая организм Брюкса. Брюкс убивает Валери, а затем и себя — надеясь таким образом расправиться с паразитом, он прыгает с обрыва и разбивается насмерть. Несмотря на смерть героя, Порция оживляет тело — существо, уже не являющееся Брюксом, поднимается на ноги и уходит «на восток, к новому миру».